# Arcade (hrabstwo Wyoming)
Arcade – wieś w Stanach Zjednoczonych, w stanie Nowy Jork, w hrabstwie Wyoming.